# Dioxyde de carbone supercritique

Diagramme de phases pression-température du dioxyde de carbone.

Le dioxyde de carbone supercritique est un état fluide du dioxyde de carbone (CO2) obtenu lorsqu'il est maintenu au-dessus de ses température et pression critiques respectivement 304,25 K et 72,9 atm.
Le dioxyde de carbone est à l'état gazeux dans l'atmosphère terrestre dans les conditions normales de température et de pression (CNTP) ou à l'état solide appelé neige carbonique quand il est gelé. Si sa température et sa pression sont amenées à des valeurs supérieures à celles de son point critique, le dioxyde de carbone a alors des propriétés intermédiaires entre celles du gaz et celles du liquide : il se comporte comme un fluide supercritique.
Le CO2 supercritique est un solvant commercial et industriel important en raison de son utilisation dans le processus chimique d'extraction ainsi que pour sa faible toxicité et son faible impact environnemental. La relativement basse température du processus et la stabilité du CO2 permet également de limiter la dénaturation du composé extrait. D'autre part, la solubilité dans le dioxyde de carbone de nombreux composés d'extraction varie avec la pression rendant possibles des extractions sélectives.

## Utilisation

### Solvant

#### Utilisations
Le dioxyde de carbone supercritique a gagné en popularité dès les années 1980 auprès des manufacturiers de café cherchant à arrêter l'utilisation des anciens solvants classiques, décriés par le public pour les risques réels ou supposés de leur utilisation pour la préparation de produits alimentaires. Le dioxyde de carbone fluide supercritique est un excellent solvant apolaire pour la caféine et de plus, il est plus sain que les solvants organiques. Le processus d'extraction est simple : le CO2 est forcé à passer au travers des grains de café à des températures supérieures à 31,1 °C et des pressions supérieures à 73 atm. Sous ces conditions, le CO2, qui est dans un état supercritique, a des propriétés spécifiques, entre celles d'un gaz, ce qui lui permet de pénétrer profondément dans les grains de café, et celles d'un liquide qui dissout 97-99 % de la caféine. Le CO2 chargé de caféine passe ensuite au travers d'un jet d'eau sous haute pression pour en retirer la caféine. La caféine peut enfin être isolée par adsorption sur charbon activé, par distillation, recristallisation ou osmose inverse.
Les applications se sont développées et notamment dans le domaine de l'extraction de produit naturels pour l'extraction d'arôme et de principes actifs. Le dioxyde de carbone supercritique est également utilisé pour éliminer les pesticides organochlorés et les métaux des cultures agricoles sans altérer les constituants désirés dans la plante.
Le dioxyde de carbone supercritique est également un solvant utilisé pour le nettoyage à sec, domaine pour lequel il est considéré comme moins problématique environnementalement que les solvants traditionnels dont le perchloroéthylène.
Le dioxyde de carbone supercritique est utilisé comme solvant d'extraction des huiles essentielles et autres hydrolats. Son principal avantage par rapport à d'autres solvants tels que le n-hexane ou l'acétone est qu'il est non toxique et non inflammable. En outre, la récupération des composants d'extraction est plus simple, notamment parce qu'il suffit de laisser le dioxyde de carbone s'évaporer dans l'air ou de le recycler dans un récipient froid. Son avantage par rapport à l'entraînement à la vapeur est que l'extraction se déroule à plus basse température, ce qui permet de séparer la cire et les huiles.

#### Principe de l'extraction parCO2supercritique
Le principe des procédés d’extraction utilisant le CO2 supercritique repose sur la forte variation du pouvoir solvant du CO2 en fonction de la température et de la pression opératoires, ce qui permet d’extraire sélectivement les molécules naturelles selon leur nature chimique.
Le dioxyde de carbone supercritique est donc un solvant « sur-mesure » qui permet d’extraire très précisément une famille de composés donnés correspondant à une température et une pression particulières.
À partir d’un réservoir de CO2, le fluide est amené à une pompe si le CO2 est liquide ou à un compresseur si le CO2 est gazeux. Porté à une pression supérieure à Pc, le fluide passe à travers un échangeur chaud où il atteint une température supérieure à Tc. À l’état supercritique, le CO2 est mis en présence du produit à traiter dans un contacteur qui peut être un autoclave, c’est-à-dire un réacteur fonctionnant en pression si le produit est solide, ou une colonne à contre-courant s’il est liquide. Dans la grande majorité des cas, le contacteur est un autoclave qui permet de traiter des produits solides, notamment d’origine végétale. Le CO2 supercritique chargé d’extrait subit ensuite une chute de pression dans un séparateur; cette chute de pression conduit à une perte de pouvoir solvant ; l’extrait purifié est alors récupéré et le CO2 recyclé. Lorsque la réserve du CO2 est liquide, le fluide doit subir un refroidissement dans un échangeur froid.